# Heeseberg-Gebiet
Heeseberg-Gebiet este o arie protejată (sit de importanță comunitară — SCI) din Germania întinsă pe o suprafață de 277 ha, integral pe uscat.

## Localizare
Centrul sitului Heeseberg-Gebiet este situat la coordonatele 52°05′20″N 10°50′59″E / 52.0889°N 10.8497°E.

## Înființare
Situl Heeseberg-Gebiet a fost declarat sit de importanță comunitară în iunie 2000 pentru a proteja un număr necunoscut de specii din flora spontană și fauna sălbatică aflate în arealul zonei.

## Biodiversitate
Situată în ecoregiunea atlantică, aria protejată conține 3 habitate naturale: Pășuni continentale udate de apa mării, Pajiști uscate seminaturale și facies de acoperire cu tufișuri pe substraturi calcaroase (Festuco-Brometalia) (* situri importante pentru orhidee), Pajiști stepice subpanonice.
La baza desemnării sitului se află un număr nedeclarat de specii protejate.
Pe lângă speciile protejate, pe teritoriul sitului au mai fost identificate 19 specii de plante, 1 specie de reptile.